# Барсенас, Луис

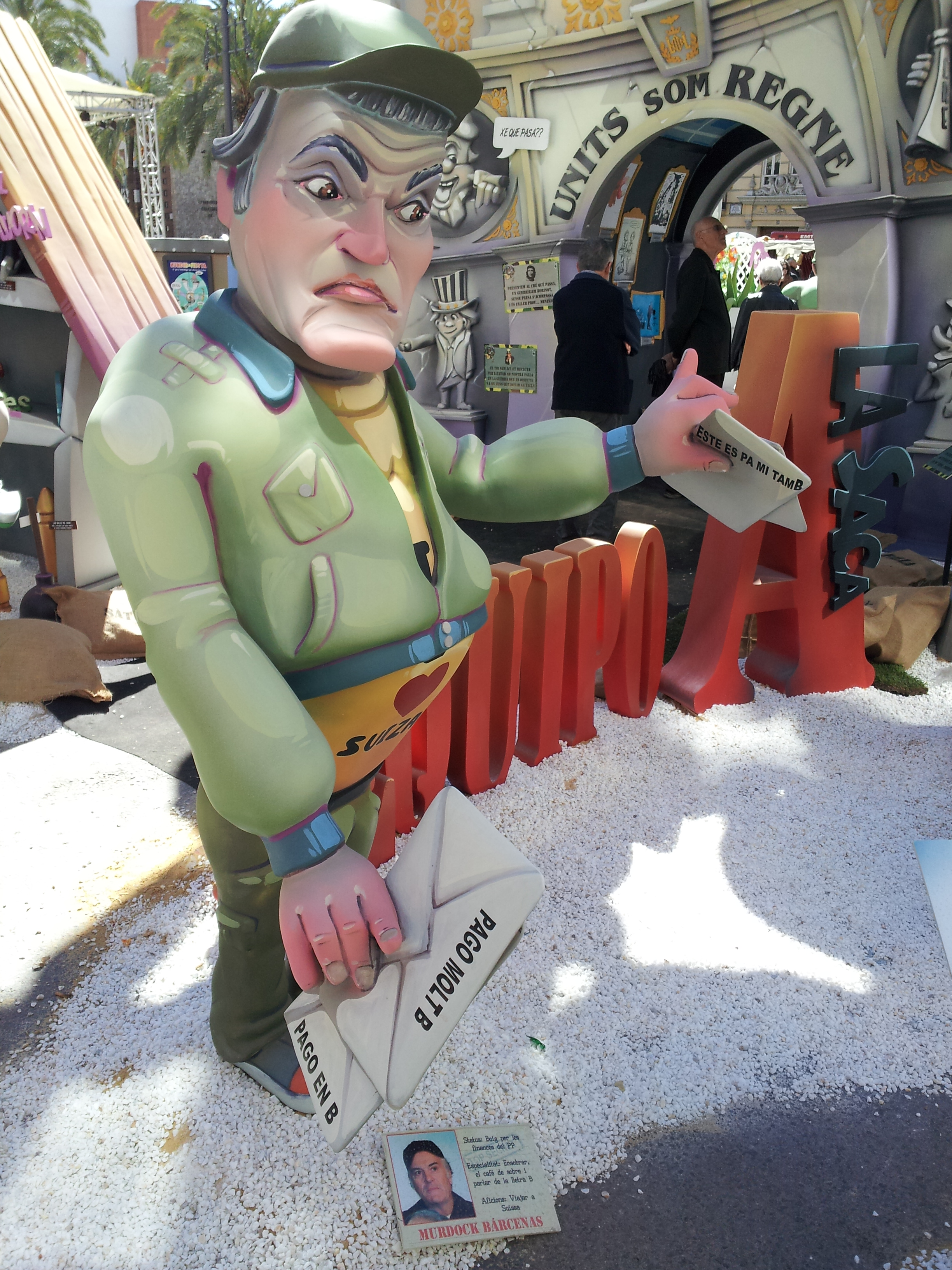
Карикатура на Луиса Барсенаса на Фальяс 2013 года

Лу́ис Ба́рсенас Гутье́ррес (исп. Luis Bárcenas Gutiérrez; род. 22 августа 1957, Уэльва) — испанский политик, бывший член Народной партии. Как казначей партии оказался замешан в нескольких коррупционных скандалах.

## Биография
Работал бухгалтером Народной партии с 1990 года, в 2008 году занял пост казначея партии. В 2004 и повторно в 2008 годах избирался в Сенат от Кантабрии. В 2009 году временно ушёл в отставку с поста казначея партии в связи с обвинениями в неуплате налогов и нелегальном финансировании партии по делу Гюртель. В 2010 году сложил сенаторские полномочия и окончательно покинул пост казначея Народной партии, тем не менее продолжал получать вознаграждение от Народной партии. В январе 2013 года стало известно о счетах Барсенаса в Швейцарии на сумму в 22 млн евро. Барсенас утверждает, что эти средства не имеют отношения к партии, а были накоплены им в результате продажи им произведений искусства. El País и El Mundo опубликовали информацию о двойной бухгалтерии в Народной партии и нелегальных взносах от предпринимателей, которые распределялись в качестве вознаграждения между лидерами Народной партии, среди которых в записях от руки Барсенаса упоминаются председатель правительства Мариано Рахой и генеральный секретарь партии Мария Долорес де Коспедаль.
27 июня 2013 года Барсенас был заключён в тюрьму в связи с подозрениями в возможном бегстве от правосудия.